# 芹沢守利
芹沢 守利（せりざわ もりとし、1915年12月25日 - 2003年9月25日）は、日本の実業家。

## 経歴
長野県小県郡城下村（上田市）出身。旧制上田中学（長野県上田高等学校）、旧制松本高等学校を経て、1941年に東北帝国大学法律学科を卒業し、同年に湘南電気鉄道(のちの京浜急行電鉄)に入社。1965年に取締役に就任し、自動車部長、常務、鉄道事業本部長、専務を経て、1981年6月に副社長に就任し、1987年6月には社長に昇格し、1991年6月に会長に就任した。
1993年から1995年までに日本民営鉄道協会会長を務めた。
1982年4月に藍綬褒章を受章し、1996年4月に勲一等瑞宝章を受章した。
2003年9月25日、肺炎のために死去。87歳没